# Forame vertebral
Em uma vértebra típica, o forâmen vertebral é a abertura formada pelo segmento anterior do corpo da vértebra e a parte posterior, o arco da vértebra.
O forame vertebral começa na vértebra cervical 1 (C1 ou atlas) e continua até a porção inferior da vértebra lombar 5 (L5). Neste forame está o cordão espinhal e as meninges associadas estão alojadas.